# Wroślikowce

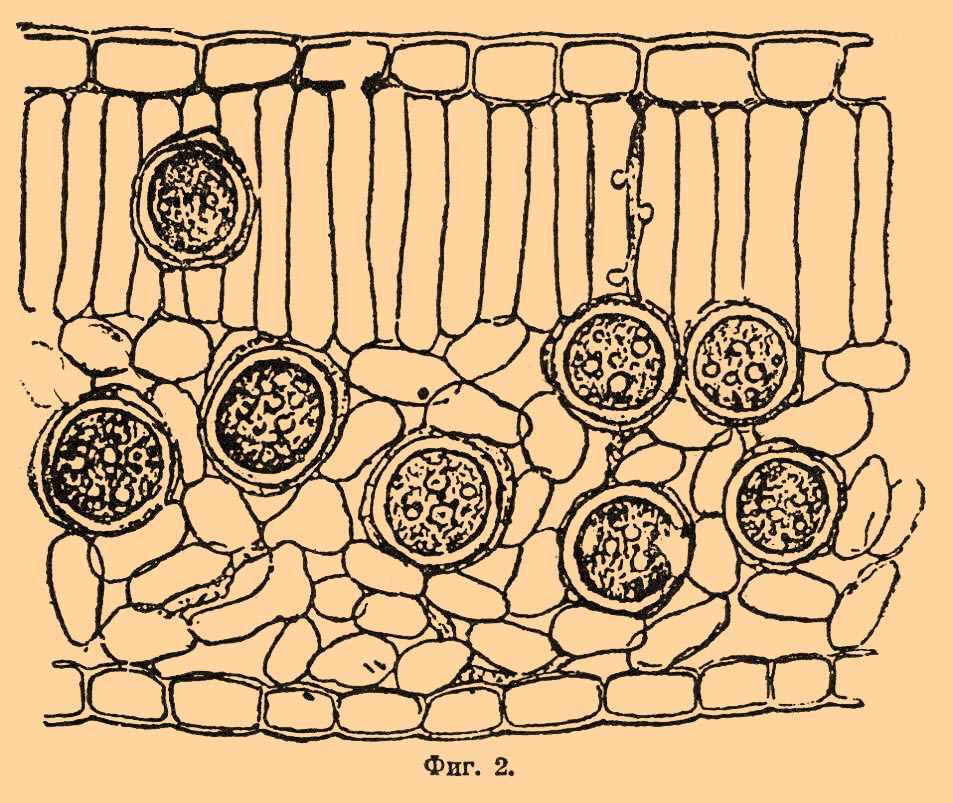
Oospory w tkankach porażonego liścia

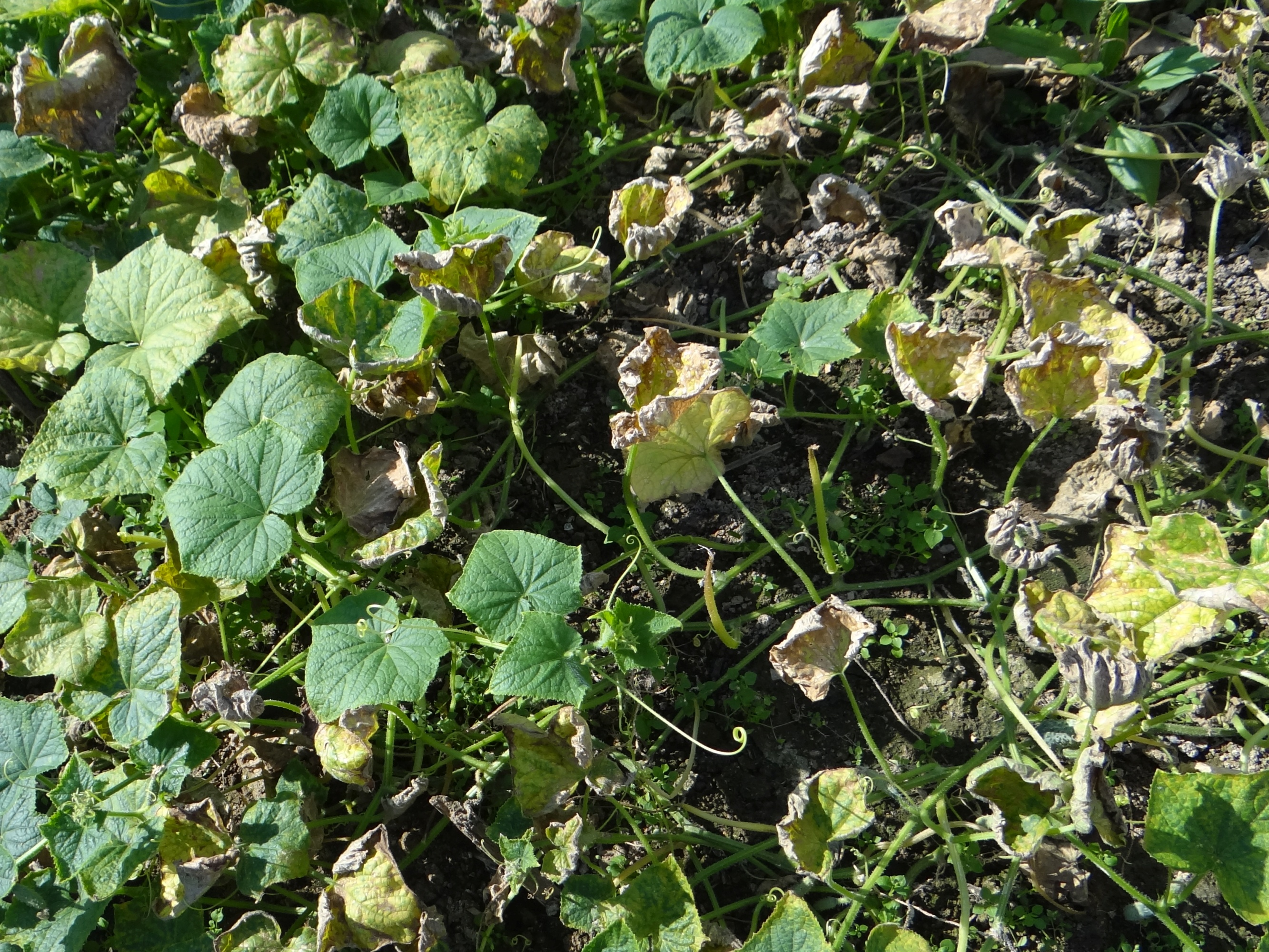
Obumierająca plantacja ogórków, porażona przez Pseudoperonospora cubensis

Wroślikowce (Peronosporales E. Fisch.) – rząd organizmów zaliczany do grzybopodobnych lęgniowców.

## Morfologia i rozwój
Grzyby mikroskopijne, endobionty. Ich strzępki rozwijają się między komórkami porażonych roślin, do wnętrza komórek wpuszczają tylko ssawki pobierające niezbędne dla patogenów substancje odżywcze i wodę. Rozmnażają się zarówno bezpłciowo, jak i płciowo. Rozmnażanie bezpłciowe odbywa się poprzez zoosporangia, w których wytwarzane są zarodniki pływkowe. Rozmnażanie płciowe to oogamia, w wyniku której powstają grubościenne oospory.
Plechę wroślikowców tworzą dość grube (8–12 μm) strzępki będące komórczakami. Konidiofory mają dość różnorodną budowę, ale zazwyczaj zdeterminowaną długość (tzn. nie skracają się podczas konidiogenezy). Zarodniki pływkowe o nerkowatym kształcie. Z zagłębienia wyrastają dwie wici, przy czym jedna z nich skierowana jest do tyłu. U przedstawicieli rodzaju Peronospora wici brak. Jest to przystosowanie do życia w środowisku lądowym.

## Systematyka
Pozycja w klasyfikacji według Index Fungorum
Peronosporidae, Peronosporea, Incertae sedis, Oomycota, Chromista.
Taksonomia
Według aktualizowanej klasyfikacji Dictionary of the Fungi do rzędu Peronosporales należą rodziny oraz rodzaje incertae sedis:
- rodziny:
  - Crypticolaceae M.W. Dick 1998
  - Ectrogellaceae Cejp 1959
  - Myzocytiopsidaceae M.W. Dick 1997
  - Peronosporaceae de Bary 1863 – wroślikowate
  - Pontismataceae H.E. Petersen 1909
  - Pythiaceae J. Schröt. 1893
  - Pythiogetonaceae M.W. Dick 1999
  - Salisapiliaceae Hulvey, Nigrelli, Telle, Lamour & Thines 2010
  - Sirolpidiaceae Sparrow ex Cejp 1959
- rodzaje incertae sedis:
  - Achlyopsis De Wild. 1896
  - Calycofera R. Benn. & Thines 2017
  - Endosphaerium D'Eliscu 1977
  - Pseudopythium Sideris 1930

Nazwy naukowe na podstawie Index Fungorum. Nazwy polskie według  A. Skirgiełło.

## Znaczenie
Są przeważnie pasożytami obligatoryjnymi i patogenami, głównie dwuliściennych. Niektóre porażają nadziemne części roślin, głównie liście i powodując choroby zwane mączniakami rzekomymi. Charakterystycznym objawem tych chorób są żółte, chlorotyczne plamy na górnej stronie blaszki liściowej i biały nalot na dolnej stronie. Inne atakują części podziemne, wywołując choroby zwane fytoftorozami i zgorzelami. Wszystkie określa się jako choroby roślin wywołane przez lęgniowce. Są to groźne choroby, często prowadzące do obumarcia roślin i powodujące duże szkody w rolnictwie i leśnictwie.